# Jeffrey Monforton
Jeffrey Marc Monforton (ur. 5 maja 1963 w Detroit) – amerykański duchowny katolicki, w latach 2012–2023 biskup Steubenville, biskup pomocniczy Detroit od 2023.

## Życiorys
Ukończył seminarium NSPJ w Detroit. Kształcił się również w Kolegium Ameryki Płn. w Rzymie. Na Uniwersytecie Gregoriańskim uzyskał doktorat z teologii duchowości (rok 2002). Święcenia kapłańskie otrzymał 25 czerwca 1994. Służył w rodzinnej archidiecezji Detroit, będąc m.in. osobistym sekretarzem kard. Adama Maidy (1998-2005) i wykładowcą w swym rodzimym seminarium NSPJ. W latach 2006–2012 rektor tejże uczelni. W latach 2005–2006 był wizytatorem seminariów amerykańskich. Posiada tytuł prałata. Od maja 2012 był proboszczem parafii św. Andrzeja w Rochester.
3 lipca 2012 papież Benedykt XVI mianował go biskupem diecezji Steubenville w metropolii Cincinnati. Sakry biskupiej udzielił mu 10 września 2012 arcybiskup Cincinnati Dennis Schnurr.
28 września 2023 papież Franciszek mianował go biskupem pomocniczym archidiecezji Detroit oraz biskupem tytularnym Centurii.